# Manerebia typhlops
Manerebia typhlops är en fjärilsart som beskrevs av Otto Staudinger 1897. Manerebia typhlops ingår i släktet Manerebia och familjen praktfjärilar. Inga underarter finns listade i Catalogue of Life.